# لوكي (قصص مصورة)
لوكي لوفيسون (بالإنجليزية: Loki laufeyson) هو شخصية خيالية يظهر في كتب القصص المصورة التي تنشرها مارفل كومكس. هو الأخ بالتبني والعدو الرئيسي لثور وهو مستند على كيان بنفس الاسم (لوكي) من الأساطير الإسكندنافية. ظهر للمرة الأولى في سنة 1949. وهو من صنع الكاتب ستان لي والفنان جاك كيربي ولاري ليبر. وضعه موقع آي جي إن في المركز 8 ضمن قائمة الأشرار في القصص المصورة.
لعب الممثل توم هيدليستون دور لوكي في فيلم ثور الذي صدر في سنة 2011. ثم ظهر في فيلم المنتقمون (2012) ثم في ثور: العالم المظلم (2013).